# Seongsan Ilchulbong

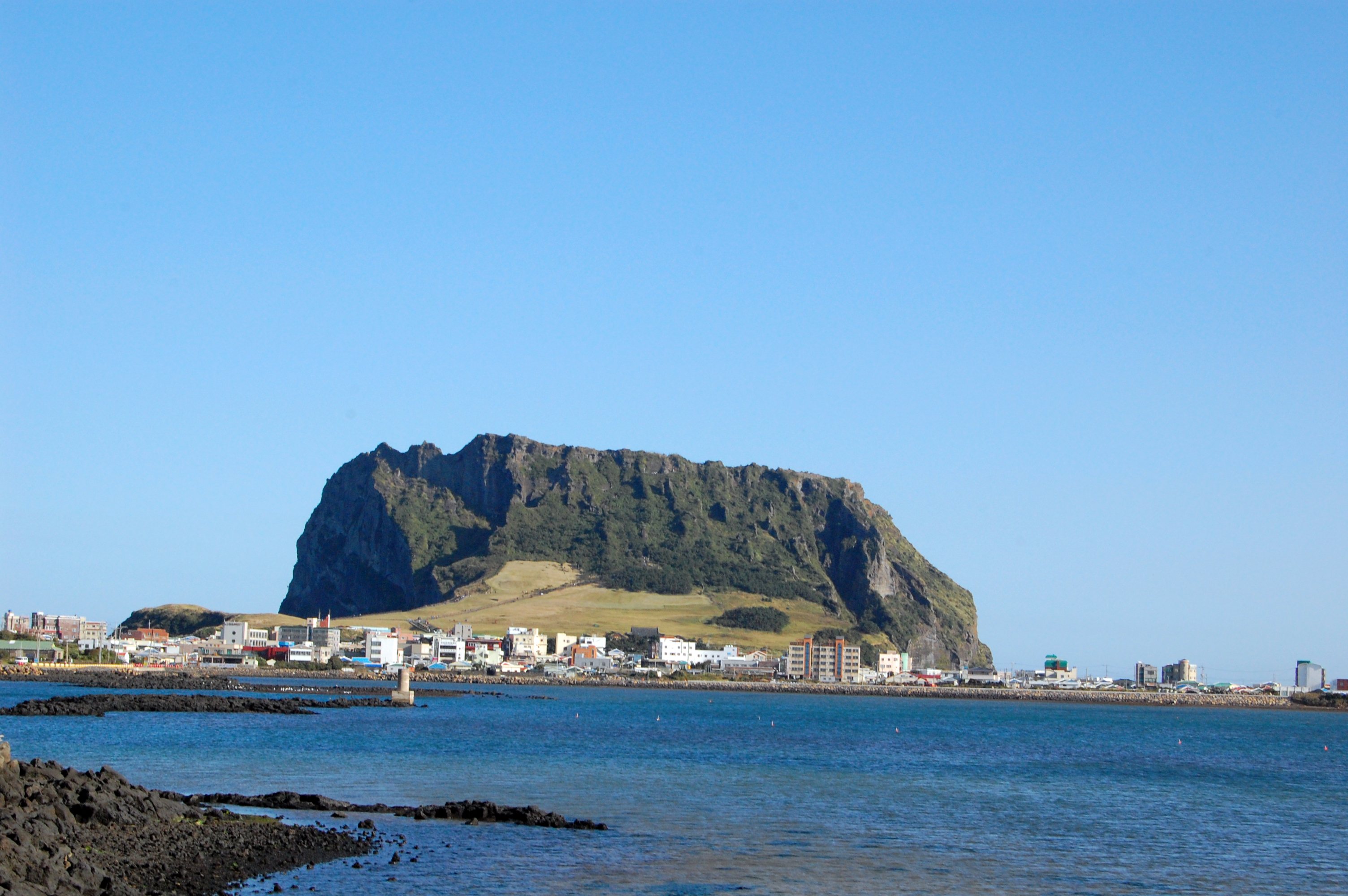
Seongsan Ilchulbong

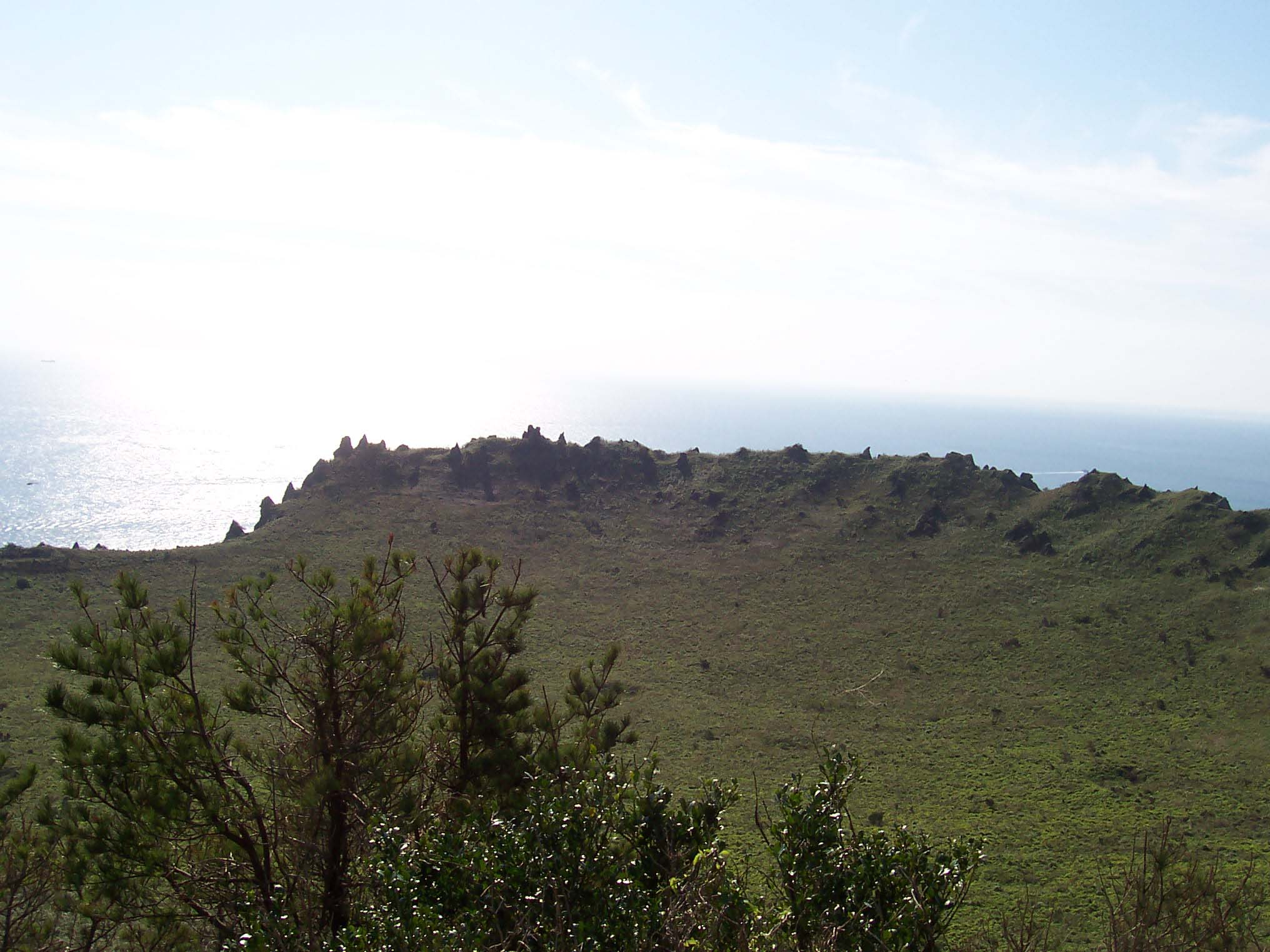
El cràter volcànic de Seongsan Ilchulbong

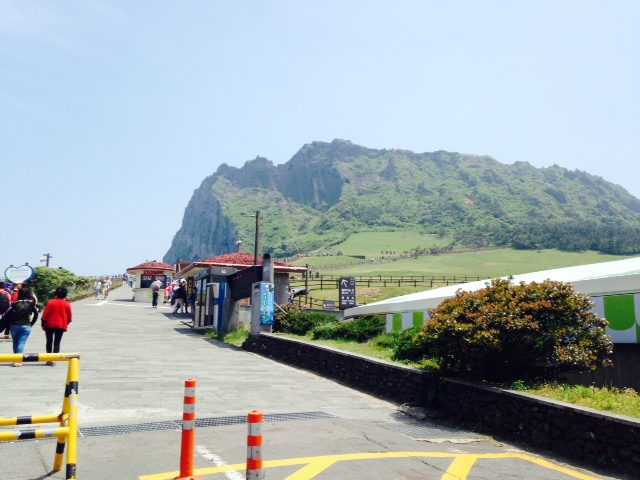
Entrada de Seongsan Ilchulbong

Seongsan Ilchulbong, també anomenat 'Sunrise Peak', és un con de tuf arquetípic format per erupcions hidrovolcàniques sobre un fons marí poc profund fa uns 5 mil anys. Situat a la costa oriental de l'illa de Jeju i es diu que s'assembla a un castell antic gegantí, aquest con de toba té 182 metres d'alçada, té un cràter conservat en forma de bol i també mostra diverses estructures interiors resultants del penya-segat del mar. Es considera que aquestes característiques tenen un valor geològic, ja que proporcionen informació sobre els processos eruptius i de deposició dels volcans hidromagmàtics a tot el món, així com l'activitat volcànica passada del propi Seongsan Ilchulbong.

## Característiques geològiques

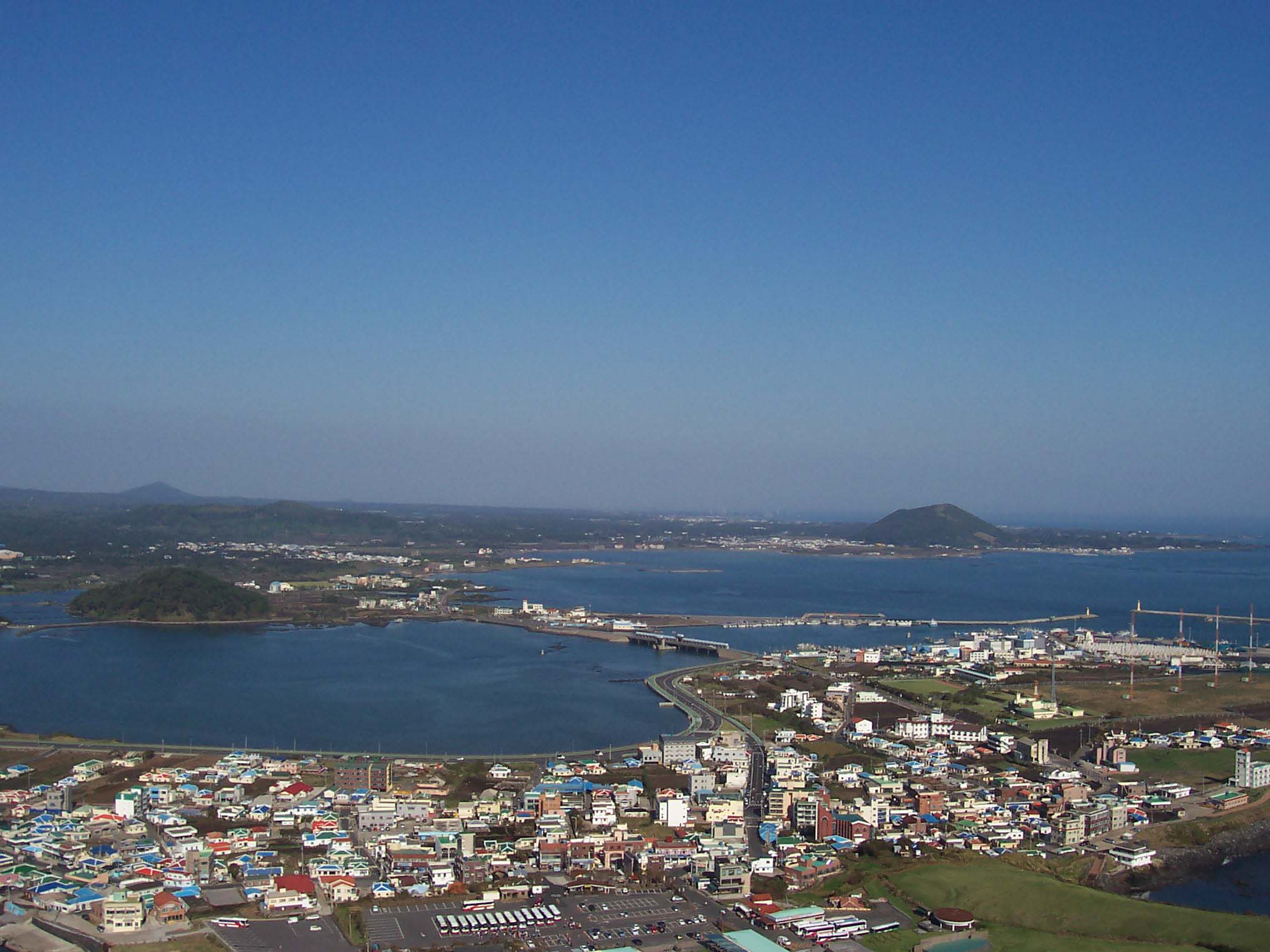
Vista des de dalt de Seongsan Ilchulbong

Seongsan Ilchulbong Tuff Cone es va formar per l'activitat hidrovolcànica de tipus Surtseyan sobre un fons marí poc profund fa uns 5.000 anys, quan el nivell del mar era el mateix que l'actual. La majoria de cons volcànics o oreums (dialecte Jeju per a cons volcànics) es van formar per munts de cons d'escòria que es van crear per erupcions hawaianes o erupcions estrombolianes. Però Seongsan Ilchulbong Tuff Cone i uns quants altres oreums a l'illa de Jeju eren volcans hidromagmàtics formats per munts de cendres volcàniques, la interacció del magma ascendent calent i l'aigua de mar o subterrània. Seongsan Ilchulbong Tuff Cone té 182 metres d'alçada i el seu cràter té uns 600 metres de diàmetre. Té una caiguda d'estrats de fins a 45 graus i es troba a 90 metres des del nivell del mar fins al fons del cràter.
El con de toba de Seongsan Ilchulbong va entrar en erupció en condicions molt humides i enganxoses, cosa que va permetre que molta aigua penetrés a la sortida volcànica, fent que les diverses característiques deposicionals d'una erupció humida. L'activitat hidrovolcànica humida va continuar fins al final de l'erupció. En conseqüència, la toba té un cràter semblant a un bol sense omplir d'escòries o lava.
Excepte el parc del nord-oest, el con de toba de Seongsan Ilchulbong forma un penya-segat escarpat a causa de l'ona resultant després de les seves erupcions. A través d'aquestes erupcions, Seongsan Ilchulbong Tuff Cone mostra una secció transversal perfecta des dels estrats intracràters fins als estrats marginals. Es considera que les seves diverses estructures geològiques tenen una gran importància geològica perquè es poden utilitzar per interpretar no només l'activitat volcànica passada del con de toba de Seongsan Ilchulbong, sinó també els processos eruptius i de deposició dels volcans hidromagmàtics a tot el món.
Hi ha nombrosos volcans hidromagmàtics similars al Seongsan Ilchulbong, però no hi ha altres volcans hidromagmàtics coneguts amb un con de toba ben conservat i diverses estructures internes al llarg d'un penya-segat. A causa d'aquests valors científics i paisatges notables, Seongsan Ilchulbong Tuff Cone va poder ser designat com a lloc del Patrimoni Natural de la Humanitat per la UNESCO i val la pena preservar-lo permanentment com a patrimoni natural de la humanitat.

## Ecosistema natural
La flora del con de toba de Seongsan Ilchulbong està composta per 222 tàxons. Hi ha 6 espècies vegetals rares: una falguera, Crypsinus hastatus, una orquídia, Neofinetia falcata, dues plantes paràsites, Aeginetia indica i Orobanche coerulescens, i altres dues plantes herbàcies, Arisaema heterophyllum i Glehnia littoralis . Aeginetia indica en particular es considera una planta important pel que fa a la distribució de les plantes, perquè a Corea només es pot trobar a l'illa de Jeju, al cràter de Seongsan Ilchulbong Tuff Cone. A més, hi ha 300 espècies d'algues marines al con de toba de Seongsan Ilchulbong. Es van trobar diverses espècies noves en aquesta zona, inclosa Dasyiphonia chejuensis .

## Escalada
En general, es triga una hora a pujar al cim i a baixar, mitjançant escales, pagant un preu d'entrada. La zona està oberta de 7:10 a 19 h a l'estiu 